# Isochromodes umbrilinea
Isochromodes umbrilinea là một loài bướm đêm trong họ Geometridae.